# Lipová (Karlovy Vary)
Lipová é uma comuna checa localizada na região de Karlovy Vary, distrito de Cheb‎.